# Pink Visual
Pink Visual — американська порностудія, що випускає реаліті- і гонзо-порнографію. Розташована у Ван-Найсі, Каліфорнія, США. Починала як провайдер інтернет-порнографії, в кінцевому результаті перейшла на випуск DVD. Також ліцензує контент для дорослих для кабельного та супутникового телебачення, pay-per-view, каналів готельної мережі інших ліцензіатів інтернет-контенту. В даний час просуває свій контент під слоганом «Raw. Raunchy. Real» («Грубий. Брудний. Реальний»). Контент Pink Visual в значній мірі ґрунтується на реальності, черпаючи натхнення з реаліті-шоу. При кіновиробництві Pink Visual, як правило, задіюють виконавців-аматорів і знімають в стилі Pro-am, з використанням цифрового відео, в тому числі формату високої чіткості (HD).

## Історія
Заснована в червні 2004 року, Pink Visual зросла з раніше створеної партнерської програми для вебмайстрів TopBucks, яка дала Pink Visual контент і маркетингові ресурси для виходу на ринок DVD. В даний час Pink Visual має більше 300 найменувань у своєму портфоліо. Як правило, студія випускає від восьми до десяти нових фільмів в місяць по всій території США, Канади, Європи та Австралії.

## iPinkVisual
У 2008 році Pink Visual запустили iPinkVisual.com і iPinkVisualPass.com перші великі американські мобільні порносайти, розроблені спеціально для iPhone.
У червні 2009 року Pink Visual змінила мобільну сумісність сайтів, додавши працездатність з іншими браузерами на основі WebKit, включаючи Palm Pre і мобільні пристрої, що працюють на Google Android. Мобільне порно Pink Visual має обмежену сумісність з деякими пристроями BlackBerry. Також компанія випустила додаток MiKandi для Android.

## PinkVisualPad
У квітні 2010 року Pink Visual запустили PinkVisualPad.com, перший великий порносайт, розроблений спеціально для недавно випущеного iPad. Незабаром за ним послідував MaleSpectrumPad.com перший гей-сайт, сумісний з iPad.

## Male Spectrum
У грудні 2008 року Pink Visual представила Male Spectrum, нову лінійку домашнього гей-порно, присвячену високоякісному реаліті-гей-порно контенту. Крім лінійки DVD, Male Spectrum також запустила два мобільних гей-сайти, сумісних з iPhone і іншими мультимедійними мобільними пристроями, iMaleSpectrum.com і iMaleSpectrumPass.com. Нещодавно Male Spectrum зробив стартовий внесок у розмірі 2500 доларів на кампанію з прав людини, щоб допомогти в боротьбі з дискримінацією.

## PVLocker
У березні 2011 року Pink Visual запустили PVLocker.com щоб задовольнити зростаючий споживчий попит на контент для дорослих, який був би недорогим і доступним з різних пристроїв — від мобільних телефонів до планшетів і ПК. PVLocker дозволяє клієнтам купувати тільки ті сцени, які вони хочуть, і отримати до них доступ назавжди зі свого особистого кабінету. Крім того, PVLocker має функцію завантаження, де клієнти можуть зберігати вже придбаний контент для дорослих з інших джерел і отримувати доступ до нього з декількох пристроїв. PVLocker.com дозволяє абонентам приховувати або зберігати порно зі своїх локальних комп'ютерів і в хмарі.
PVLocker.com також агрегує контент для дорослих від різних XXX студій, в тому числі: Private Media, Холлі Рендолл, Acid Rain, Grind House, Wasteland, Juicy Pink Box і Sssh.

## PinkVisualGames
У січні 2012 року Pink Visual оголосили про запуск PinkVisualGames.com. Це тривимірна секс-гра, що дозволяє користувачам створювати власних виконавців і секс-сцени. PinkVisual співпрацює з творцем ігор Шоном Берном, щоб створити індивідуальний ігровий набір для користувачів PinkVisual. Ця віртуальна секс-гра надзвичайно популярна і дозволяє користувачам взаємодіяти з іншими користувачами.

## Бункер Апокаліпсису
У вересні 2011 року Pink Visual оголосили, що в рамках підготовки до кінця світу 2012 року, передбаченого календарем мая, вони будують величезний підземний бункер. Бункер буде містити всі очевидні предмети і засоби першої необхідності на випадок надзвичайної ситуації, а також кілька зручностей. В бункері буде кілька повністю укомплектованих барів, величезна сцена з обертовою гідравлічної платформою і сучасна студія з виробництва контенту. Бункер апокаліпсису повинен був бути готовий до вересня 2012 року були випущені попередні креслення.

## Зелена ініціатива
В останні місяці Pink Visual та Male Spectrum потрапили в новини, пожертвувавши частину виручки в некомерційну організацію «Дерева для майбутнього» (Trees for the Future) а також випустивши екологічно чистий DVD-лінію Plant Your Wood. Компанія також працює над перетворенням своїх вебсайтів в вуглецево-нейтральні.

## Conan the Boobarian
18 січня 2010 року Конан О'Браєн повідомив, що йому, крім інших пропозицій роботи після гучного відходу з ток-шоу «Сьогодні ввечері», запропонували знятися в порно Pink Visual під назвою Conan the Boobarian.

## Нагороди та номінації
- 2006: 7 номінацій на AVN Awards
- 2006: перемога на AVN Award в категорії «кращий спеціальний реліз — MILF» за Milf Seeker[11]
- 2007: 17 номінацій на AVN Awards, в тому числі в категоріях «найкраща маркетингова кампанія» і «краща маркетингова кампанія – онлайн»
- 2007: перемога на AVN Award в категорії «кращий спеціальний серіал — MILF» за Milf Seeker
- 2008: 15 номінацій на AVN Awards
- 2008: перемога на AVN Award в категорії «кращий сольний реліз» за Extreme Holly Goes Solo[12]
- перемоги два роки поспіль в категорії «кращий спеціальний серіал — MILF» за Milf Seeker
- 2009: 20 номінацій на AVN Awards
- 2010: 16 номінацій на AVN Awards[13]
- 2011: 18 номінацій на AVN Awards, в тому числі в категоріях Best Membership Site за PinkVisualPass.com і Best Membership Site Network за PinkVisual.com[14]
- 2011: перемога на Future Mobile Award for Mobile Adult from Juniper Research
- 2012: 7 номінацій на AVN Awards, в тому числі в категоріях «краща партнерська програма» за TopBucks Mobile і «кращий вебсайт студії» за pinkvisual.com[15]
- 2013: номінації на XBIZ Award — All Sex Release of the Year за it's Her Fantasy, 'Vignette Series of the Year' за Wife Switch, «лесбійський серіал року» за Her First Lesbian Sex[16]